# غويلرمو أنطونيو بارادا
غويلرمو أنطونيو بارادا (بالإسبانية: Guillermo Antonio Parada)‏ (21 مايو 1986 بسان ميغيل في السلفادور - ) هو لاعب كرة قدم سلفادوري في مركز الدفاع. شارك مع منتخب السلفادور تحت 17 سنة لكرة القدم ومنتخب السلفادور تحت 20 سنة لكرة القدم ومنتخب السلفادور تحت 21 سنة لكرة القدم ‏. أما مع النوادي، فقد لعب مع C.D. Aspirante ‏ وC.D. Atlético Chaparratique ‏ وAtlético Balboa ‏ ونادي أكويلا.